# جون ستيوارت (سياسي بريطاني)
جون ستيوارت (بالإنجليزية: John Stewart)‏ هو سياسي بريطاني، ولد في 9 أبريل 1983 في Carrickfergus ‏ في المملكة المتحدة. نشط حزبياً في حزب ألستر الوحدوي. في انتخابات جمعية أيرلندا الشمالية 2017 ‏، انتخب Member of the 6th Northern Ireland Assembly ‏ عن دائرة East Antrim (Assembly constituency) ‏ وقد انضم خلال فترته النيابية ‏ (3 مارس 2017 – ) للكتلة البرلمانية حزب ألستر الوحدوي.